# Der schwarze Obelisk

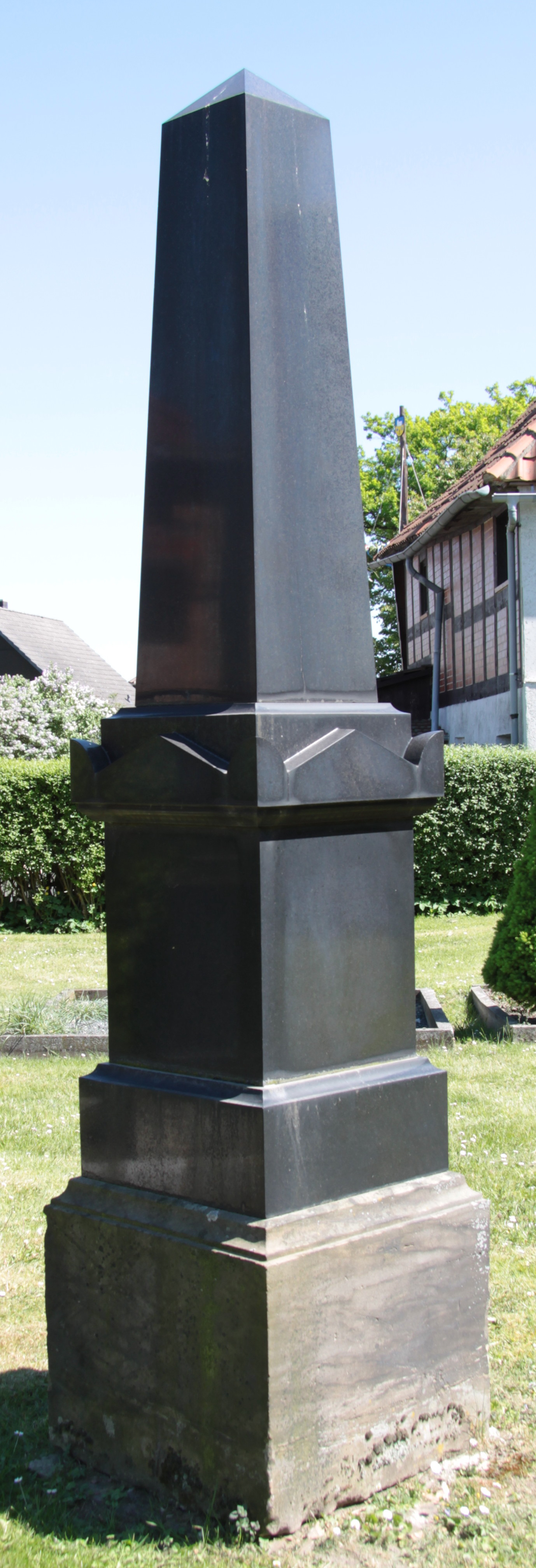
Abbildung eines typischen schwarzen Obelisken aus Schwarz-Schwedisch

Der schwarze Obelisk ist ein Zwischenkriegs-Roman von Erich Maria Remarque. Er handelt von den Überlebenden des Ersten Weltkriegs, die ganz im Sinne des Untertitels Geschichte einer verspäteten Jugend nach ihrer Kriegserfahrung kein „normales“ Leben aufbauen können. Hintergrund der Handlung sind die Weltwirtschaftskrise und die galoppierende Inflation in Deutschland.
Der schwarze Obelisk ist thematisch eine lockere Fortsetzung von Im Westen nichts Neues und Der Weg zurück. Der Roman erschien erstmals 1956. Die Vorarbeiten zu dem Roman leistete Remarque bereits in den 1920er- und 1930er-Jahren, parallel zu seiner Arbeit an Drei Kameraden.

## Inhalt
Der Roman mit dem Ich-Erzähler Ludwig Bodmer spielt im Jahre 1923 zur Zeit der Inflation in Deutschland in der Stadt Werdenbrück. Ludwig ist Grabsteinverkäufer und spielt gelegentlich im Irrenhaus der Stadt Orgel, wo er sich oft mit der persönlichkeitsgespaltenen Geneviève Terhoven trifft, die sich meistens für Isabelle hält, eine liebenswürdige, verträumte, mystische Frau. Obwohl sie Ludwig Rolf, Rudolf, seltener auch Raoul nennt, liebt er sie, jedoch auf eine verhaltene, platonische Art und Weise. Mit ihr, die ihm oft vernünftiger vorkommt als die Gesunden, führt er ernsthafte Gespräche über die letzten Fragen.
Seinen Beruf als Grabsteinverkäufer betreibt er mit einer gehörigen Portion Sarkasmus, die er sich im Krieg angeeignet hat. Der Erste Weltkrieg ist tief in den Personen verankert, die oft über ihre Erlebnisse sprechen. Mit seinem Chef Georg Kroll führt Ludwig das Geschäft, das durch die galoppierende Inflation immer schwieriger wird.
Der schwarze Obelisk reflektiert auch die Tricks, mit denen sich die Menschen ein Überleben sichern. So suchen sich manche Frauen reiche und erfolgreiche Männer zum Heiraten. Das führt bei Ludwig zu Verwirrung und Eifersucht, als er „seine“ Gerda an den Restaurantbesitzer Knobloch „verliert“. Diesen nehmen Ludwig und Georg Kroll mit Essensmarken aus, die sie auf Vorrat gekauft haben. Da die Essmarken mit der Zeit kaum mehr Wert haben, treiben sie ihn so jedes Mal zur Weißglut.
Ein wichtiger Aspekt des Romans ist der aufkommende Nationalsozialismus, der besonders von einem Kriegerverein gepredigt wird, der kurz nach dem Krieg pazifistisch war, sich im Verlauf der Zeit aber stark nationalistisch ausgerichtet hat.
Gegen Ende des Buches tritt Ludwig eine Stelle bei einer Zeitung an und wird mit 200 Roggenmark (eine getreidegedeckte Währung, im Jahr 1923 als mögliche Alternative zur Rentenmark diskutiert, aber verworfen) im Monat bezahlt, nachdem im Verlauf des Buches der Wert der Papiermark von 30.000 pro Dollar auf 1 Billion gesunken ist.
Das letzte Kapitel ist ein Rückblick aus dem Jahr 1955 auf die weiteren Schicksale der Figuren im Roman. Ludwig Bodmer sieht keinen seiner Werdenbrücker Weggenossen wieder, da die meisten entweder im Zweiten Weltkrieg oder in Konzentrationslagern umkommen.

## Symbolik
Das Symbol des Romans ist ein Grabstein aus einem schwarzen, glänzend polierten Mikrogabbro, bezeichnenderweise „SS“ genannt (fälschlicherweise wurde dieser Naturstein wegen seiner Härte als Granit bezeichnet und in Deutschland als Schwarz-Schwedisch bekannt und mit „SS“ abgekürzt). Der Obelisk wird einerseits in Rezensionen als warnender Finger, der in den Himmel gegen die drohende Aufrüstung der Bundesrepublik in den ausgehenden 1950er Jahre zeigt, interpretiert. Andererseits sind die schwarzen Obelisken seit der Gründerzeit als hochglänzende Massenware auf Gräbern des reichen Bürgertums aufgestellt worden und wurden so zum Symbol bürgerlichen Herrschaftsanspruchs. Dies ist auch der Grund, warum der monarchistisch eingestellte Feldwebel a. D. Knopf am schwarzen Obelisken immer wieder sein Wasser abschlägt. Dass dieser Stein schließlich an eine Bordellbesitzerin verkauft wird verdeutlicht, wie sehr die bürgerlichen Wertvorstellungen verkommen sind.

## Autobiografische Züge
Die Romanfigur Ludwig Bodmer weist viele Elemente aus dem Leben von Erich Maria Remarque auf. So waren beide nach dem Ersten Weltkrieg für kurze Zeit Volksschullehrer, verkauften Grabsteine und waren Organist in einem Irrenhaus. Die fiktive Stadt Werdenbrück entspricht in den meisten Details der Stadt Osnabrück, in der Remarque geboren wurde und seine Jugend verbrachte.
Außerdem versucht sich Ludwig als Dichter, jedoch nicht sehr erfolgreich.
Tilman Westphalen zählt in seinem Nachwort Unser Golgatha zu einer Taschenbuchausgabe des Schwarzen Obelisken noch weitere Parallelen zwischen Ludwig Bodmer und Remarque auf und weist darauf hin, dass der Schriftsteller selbst diese autobiographischen Bezüge gerne im Klappentext des Buches erwähnt gesehen hätte. Er versprach sich davon mehr Publicity.

## Schlüsselroman
Der schwarze Obelisk wird nach wie vor als Osnabrücker Schlüsselroman gelesen. Der dichtende Wirt Eduard Knobloch etwa hieß in Wirklichkeit Eduard Petersilie und stand nicht dem nach wie vor existierenden Hotel Walhalla in Osnabrück vor, sondern dem Hotel Germania, das im Zweiten Weltkrieg zerstört wurde. Petersilie veröffentlichte z. B. im Jahr 1931 ein Schmähgedicht auf Charlie Chaplin im Stahlhelm, in dem dieser als „kleener Flimmerjüd“ bezeichnet wird, und begrüßte am 24. Juli 1932 Adolf Hitler bei dessen Ankunft in Osnabrück. Westphalen kommentiert: „Der Verweis auf die historische Figur des Eduard Petersilie verdeutlicht die Intention Remarques, die Wurzeln des Nationalsozialismus im Kleinbürger- und Bürgertum seiner eigenen Heimatstadt, typisch für zahllose Mittelstädte dieser Art, bloßzulegen.“ Dazu diene ihm nicht nur Knobloch, sondern auch das Ambiente, in dem der Werdenbrücker Dichterclub zusammenzukommen pflegt. Die Walhalla gehe ja bekanntlich beim Weltuntergang (der Götterdämmerung) unter und Remarque spiele also auf den Untergang des Deutschen Reichs oder auch gleich der ganzen Welt an. Der Werdenbrücker Blut- und Bodendichter Hungermann heiße in Wirklichkeit Hungerland, hinter Pastor Bodendiek verberge sich der Realname Bodensiek oder Biedendiek u. a.

## Dokumentarfilm
Im Jahr 2020 erschien der Dokumentarfilm Der schwarze Obelisk. Betrachtungen eines Romans von Erich Maria Remarque.